# 刘伟全
刘伟全是广州同利实业有限公司总经理，也是中共党员、政协第十一届广州市委员会委员。

## 经历
刘伟全是农民的儿子。20世纪80年代初，17岁的刘伟全开始他的创业生涯。他先后办过沙场、石场、砖厂，又经营过家具生意。不久，他捐资家乡修建公路和小学，成为广州最早的私营商会副会长。
90年代上半期，刘伟全加入房地产行业。1998年的亚洲金融风暴令他的房地产生意失败了。
2002年刘伟全取得了工商部门“罚没物资和查处的假冒商品”的经营资格，在白云区钟落潭建立了广州市同利实业有限公司，成为第一家广州市工商系统，省质监局，省市酒类专卖局，及公安、文化等部门的销毁处理假冒商品的定点单位。
2003年刘伟全加入了中国共产党。

## 争议
2013年，刘伟全在参加两会时提议：“我们需要立法，让警察敢于向刁民开枪，现在警察的权威在下降。”人们对此议论纷纷。